# Alltel

Logo

Alltel war ein US-amerikanisches Telekommunikationsunternehmen mit Hauptsitz in Little Rock, Arkansas. Es war sowohl im Mobilfunk- als auch im Festnetzbereich tätig.
Nach Cingular, Verizon Wireless, Sprint Nextel und T-Mobile US war Alltel nach Kundenzahlen zeitweise der fünftgrößte Mobilfunkanbieter in den Vereinigten Staaten, betrieb aber das geografisch gesehen größte Netz. Im Gegensatz zu diesen Unternehmen war Alltel nach der Übernahme von Western Wireless und Midwest Wireless im Jahr 2005 mehr auf die Versorgung ländlicher Gebiete und das Geschäft mit nationalem Roaming konzentriert. Durch die Übernahme von Western Wireless erwarb Alltel auch die ausländischen Western-Wireless-Töchter.
Wertvollste Geldanlage war hierbei der österreichische Mobilfunkanbieter tele.ring, welcher für 1,3 Mrd. Euro an T-Mobile Austria verkauft wurde. Auch die anderen Auslandsunternehmen wurden oder werden abgestoßen.
2006 erfolgten weitere Übernahmen in Illinois, North und South Carolina.
Im Mai 2007 wurde Alltel von den Finanzinvestoren TPG und Goldman Sachs übernommen.
Am 9. Januar 2009 genehmigte die FCC den Erwerb von Alltel durch Verizon Wireless. Der letzte Alltel-Laden schloss am 16. Oktober 2009 seine Türen.
Im Jahr 2016 wurde das Unternehmen endgültig geschlossen.